# ダン・サウスワース
ダン・サウスワース（Dan Southworth、1974年9月2日 -）は、アメリカ合衆国の俳優、スタントマン、声優。

## 参加作品

### テレビドラマ（出演）
- L.A.大捜査線 マーシャル・ロー Martial Law(2000)
- 第41話「Heartless」- スタント・ファイター
- パワーレンジャー・タイムフォース　Power Rangers Time Force(2001)  - エリック・マイヤーズ/クォンタムレンジャー（声）
- V.I.P. V.I.P.(2001)
  - 第62話「ダブル・ハズバンド/Molar Ice Cap」 - リナルド
- パワーレンジャー・ワイルドフォース Power Rangers Wild Force(2002) - エリック・マイヤーズ/クォンタムレンジャー（声）
  - 第24・25話「Reinforcements From the Future」
  - 第34話「Forever Red」
- Battleground: The Art of War(2005)
  - 第1話「Alexander the Great」 - ペルシャの将軍
- チャームド〜魔女3姉妹〜 Charmed(2006) 
  - 第170話「十二支の危機/12 Angry Zen」 - ラット
- The Witches of Oz(2011) - スタント
- Deadliest Warrior(2010)
  - 第12話「Attila the Hun vs. Alexander the Great」 - 敵兵
- とび蹴りアチョ〜ズ Kickin' It(2012 - 2013)  - スタント

### 映画（出演）
- Looking for Bruce(1996) - ランディ
- Rocky Road(2001) - ジェームズ
- タキシード　The Tuxedo (2002) - スタント
- ディープコア2002 Scorcher(2002) - スタント
- オーシャン・オブ・ファイヤー Hidalgo(2004) - スタント
- Ghost Rock(2004) - ウー・チェン
- ニュー・ワールド The New World(2005) - スタント
- Killing Cupid(2005) - ポン引き
- デーモンハンター Demon Hunter(2005) - 護衛1
- Lethal(2005) - ウィリアム
- Entry Level(2007) - ビンス
- Stone & Ed(2008) - ハング
- Broken Path(2008) - ヨッシー、スタント
- Richard III(2008) - 司会者
- アバター Avatar(2009) - モーションキャプチャー
- The Butcher(2009) - 警察官
- NINJA ニンジャ in LA Hellbinders(2009) - テツロウ
- Dorothy and the Witches of Oz(2012) - スタント
- ネイビーシールズ Act of Valor(2012) - 新聞記者
- 47RONIN -ザ・ブレイド-（2022年）

### テレビ映画（出演）
- Rendezvous(1999) - ロン
- ハウス・オブ・ザ・デッド2 House of the Dead 2(2005) - ナカガワ
- ウルフ・ウォーズ War Wolves(2009) - グレイ

### オリジナルビデオ（出演）
- アルティメット・ディシジョン U.S. Seals II(2001) - フィンリー、ダミアン・チャパのスタントダブル
- Crouching Waiter Hidden Chef(2003) - シェフ
- エイリアン・ビギンズ The Salena Incident (2007) - ジョン・ブラッドリー船長

### ゲーム（出演）
- Power Rangers Time Force(2001) - クォンタムレンジャー
- デビルメイクライ3(2005) - バージル（声及びモーションアクター）
- デビルメイクライ3 Special Edition(2006) - バージル（声及びモーションアクター）
- ロスト プラネット エクストリーム コンディション(2006) - モーションアクター
- デビルメイクライ4(2008) - クレド、モーションアクター
- Bourne Conspiracy(2008) - モーションアクター
- Ghostbusters: The Video Game(2009) - モーションアクター
- バイオハザード5(2009) - モーションアクター
- ULTIMATE MARVEL VS. CAPCOM 3(2011) - バージル※英語音声
- NINJA GAIDEN 3(2012) - リュウ・ハヤブサ
- デビルメイクライ4 スペシャルエディション(2015) - バージル（声及びモーションアクター）
- デビルメイクライ5(2019) - バージル（声及びモーションアクター）
- Power Rangers Battle for the Grid(2019) - クォンタムレンジャー

### その他（出演）
- Trailer: The Movie!(2001)
- Escape(2006) - ブロウラー
- Q: Secret Agent(2008) - コブラ
- Power Rangers World Live Tour ("Lost Galaxy")-レッドレンジャー（スーツアクター）[3]

### 映画（スタッフ）
- スコーピオン・キング The Scorpion King(2002) - 追加撮影部分のスタント・コーディネーター
- Ghost Rock(2004) - ファイト・コレオグラファー、ファイト・デザイナー
- Lords of the Underworld(2007) - スタント・コーディネーター
- アリス・イン・ワンダーランド Alice in Wonderland(2010) - モーションテスト

### 短編映画（スタッフ）
- Q: Secret Agent(2008) - スタント・コーディネーター

### ゲーム（スタッフ）
- KILLZONE 3(2011) - スタント・コーディネーター